# Lawe Kinga T Tinggi
Lawe Kinga T Tinggi is een bestuurslaag in het regentschap Aceh Tenggara van de provincie Atjeh, Indonesië. Lawe Kinga T Tinggi telt 283 inwoners (volkstelling 2010).